# به خدا واگذارش کن
به خدا واگذارش کن (به انگلیسی: Leave Her to Heaven) فیلم نوآر تکنی کالر و ۱۱۰ دقیقه‌ای به کارگردانی جان ام. استال با بازی جین تیرنی است. عنوان این فیلم از جمله ای از نمایشنامه ی هملت الهام گرفته شده است، در جایی که روح پدر هملت از او می خواهد، مادرش را بخاطر گناهانش ببخشد و مجازاتش را به خدا واگذارد . 